# Bokobá
Bokobá es una localidad del estado de Yucatán, México, cabecera del municipio homónimo ubicada aproximadamente 60 kilómetros al sureste de la ciudad de Mérida, capital del estado y 20 km al sureste de la ciudad de Motul de Carrillo Puerto.

## Toponimia
El toponímico Bokobá significa en idioma maya el lugar donde se boga el agua, ya que proviene de los vocablos bok'ob, batir, bogar y ja', que significa agua.

## Datos históricos
Bokobá está enclavado en el territorio que fue la jurisdicción de los Ceh Pech antes de la conquista de Yucatán.
Sobre la fundación de la localidad no se conocen datos precisos antes de la conquista de Yucatán por los españoles. Se sabe, sin embargo, que durante la colonia estuvo bajo el régimen de las encomiendas, entre las cuales la de Esteban Pérez Montiel con 481 indios a su cargo en 1700. 
En 1825 estuvo integrado al Partido de la costa teniendo como cabecera a Izamal. En 1918 se erigió en cabecera del municipio homónimo.

## Sitios de interés turístico
En Bokobá se encuentra un templo en el que se venera a la Virgen de la Asunción, construido en siglo XVII.
También, en las cercanías está el casco de la exhacienda henequenera llamada Mucuyché.

## Galería

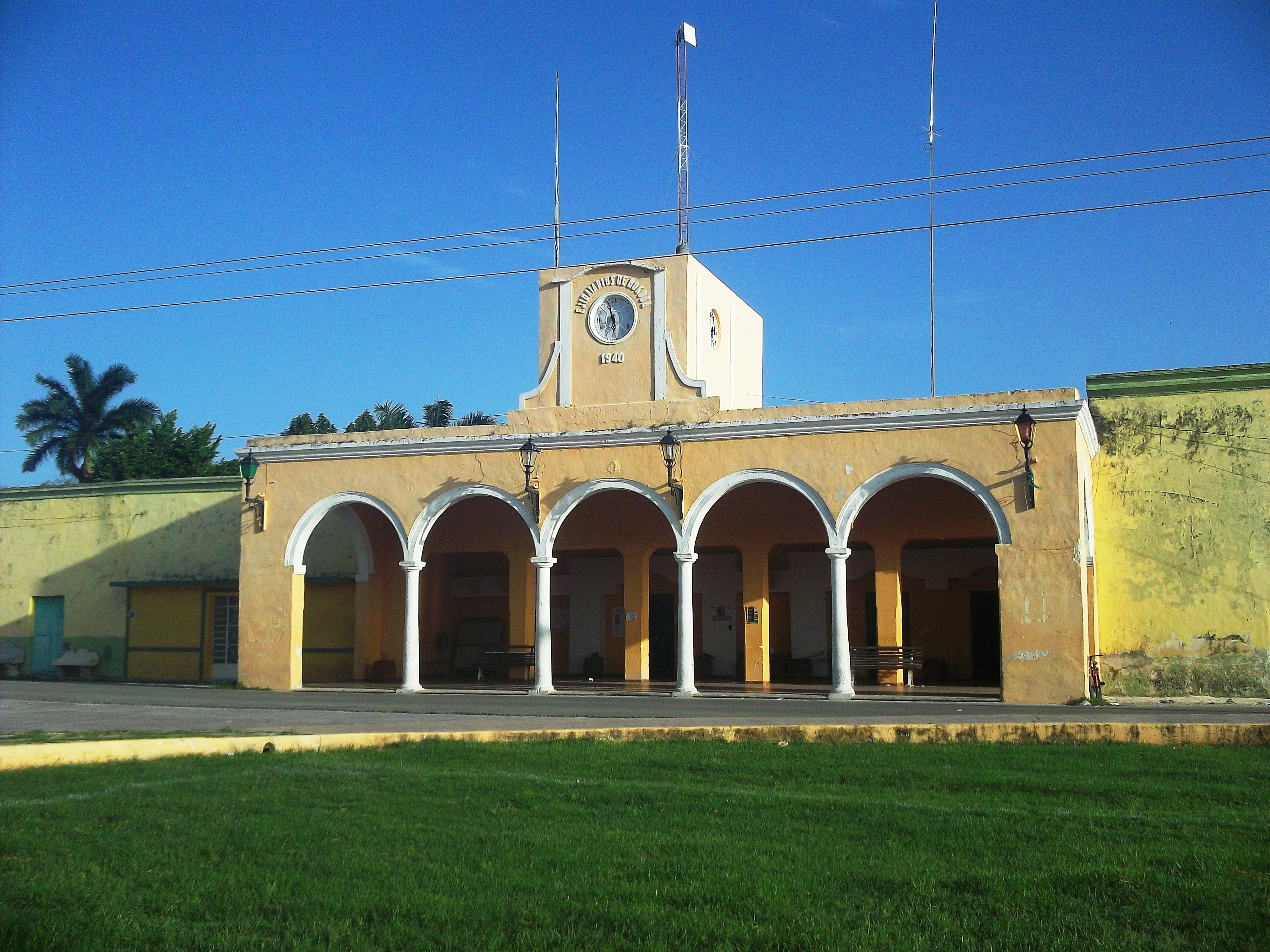
Palacio municipal de Bokobá.
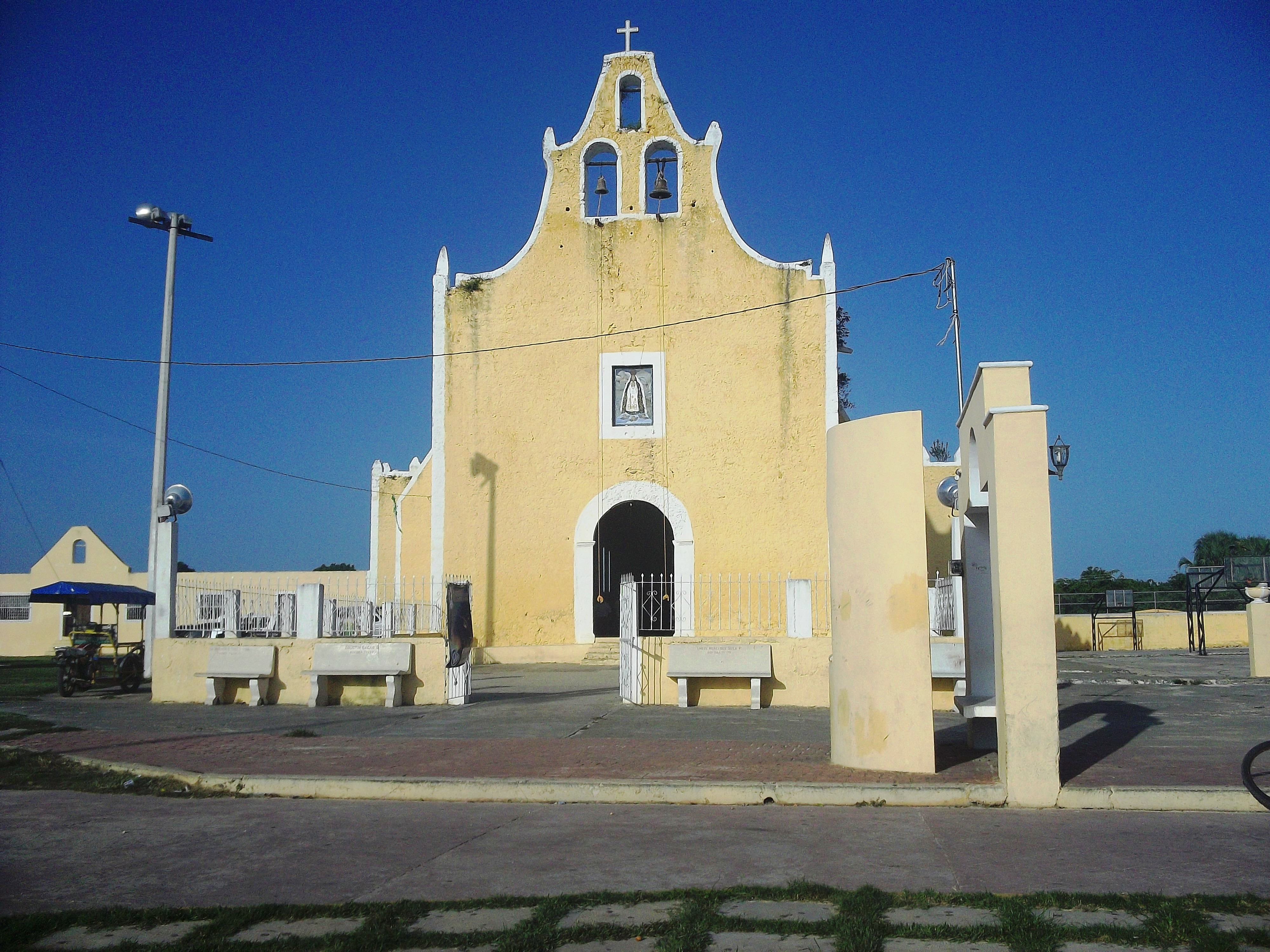
Iglesia principal de Bokobá.
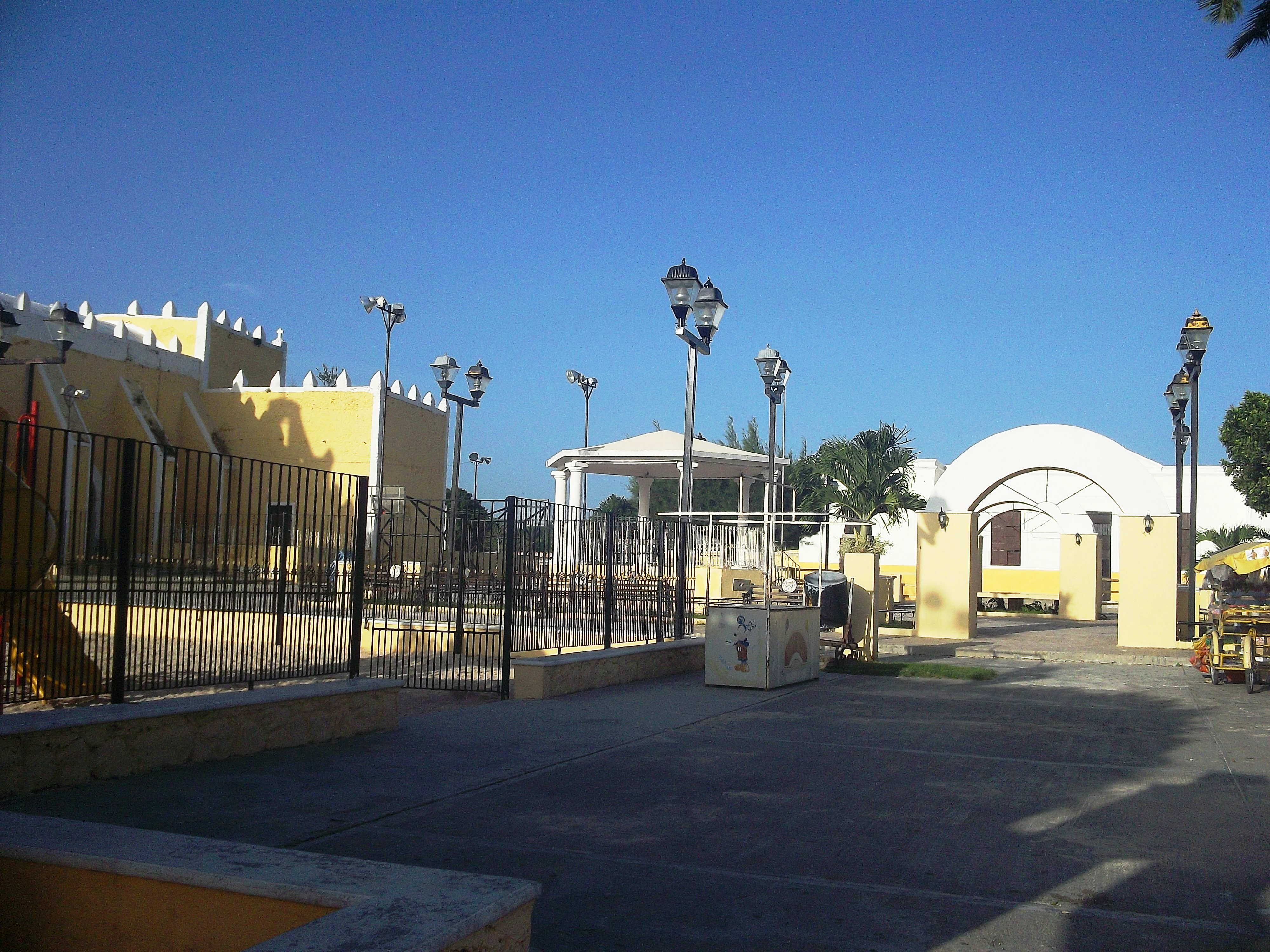
Parque principal de Bokobá.
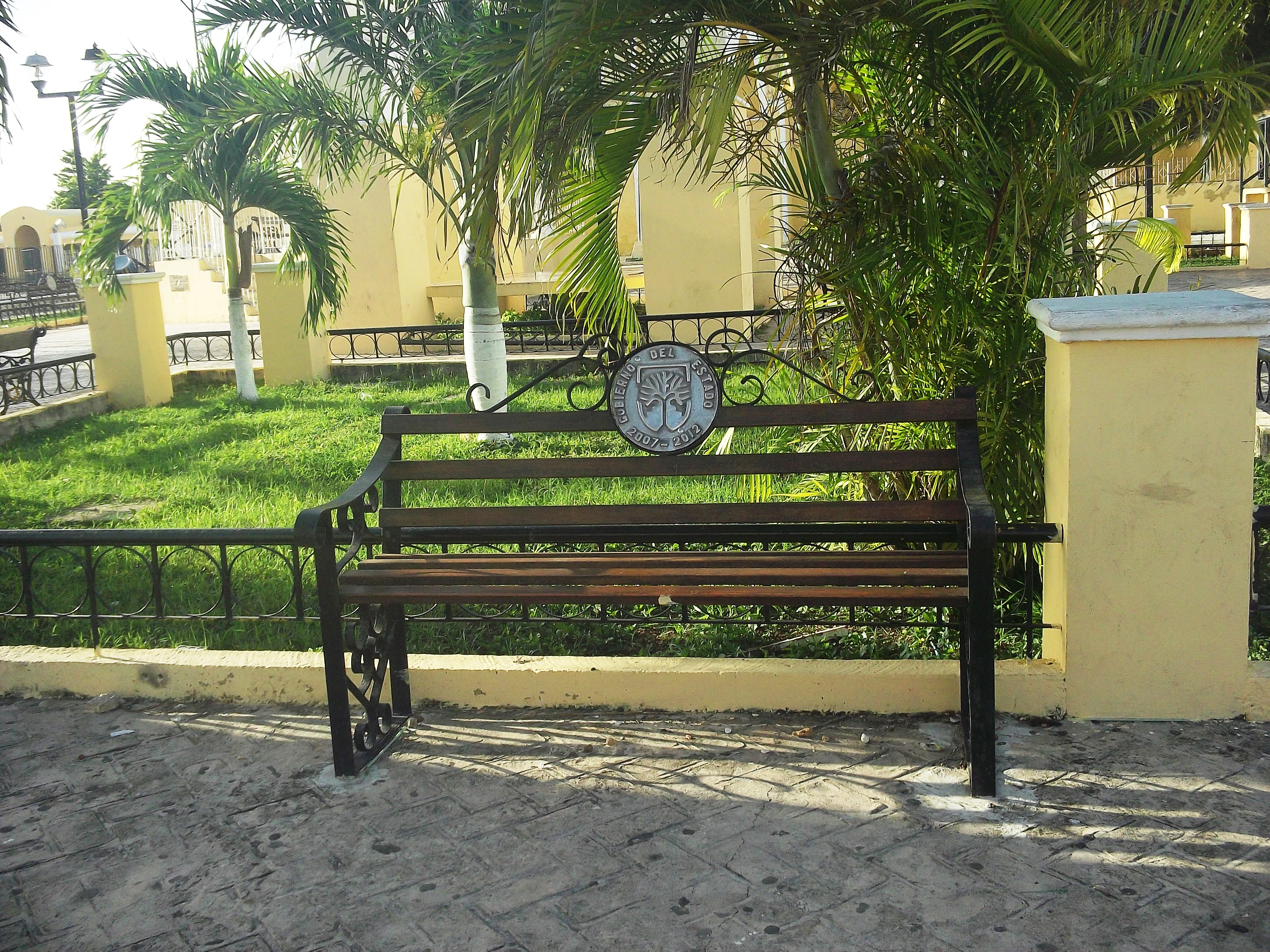
Parque principal de Bokobá.
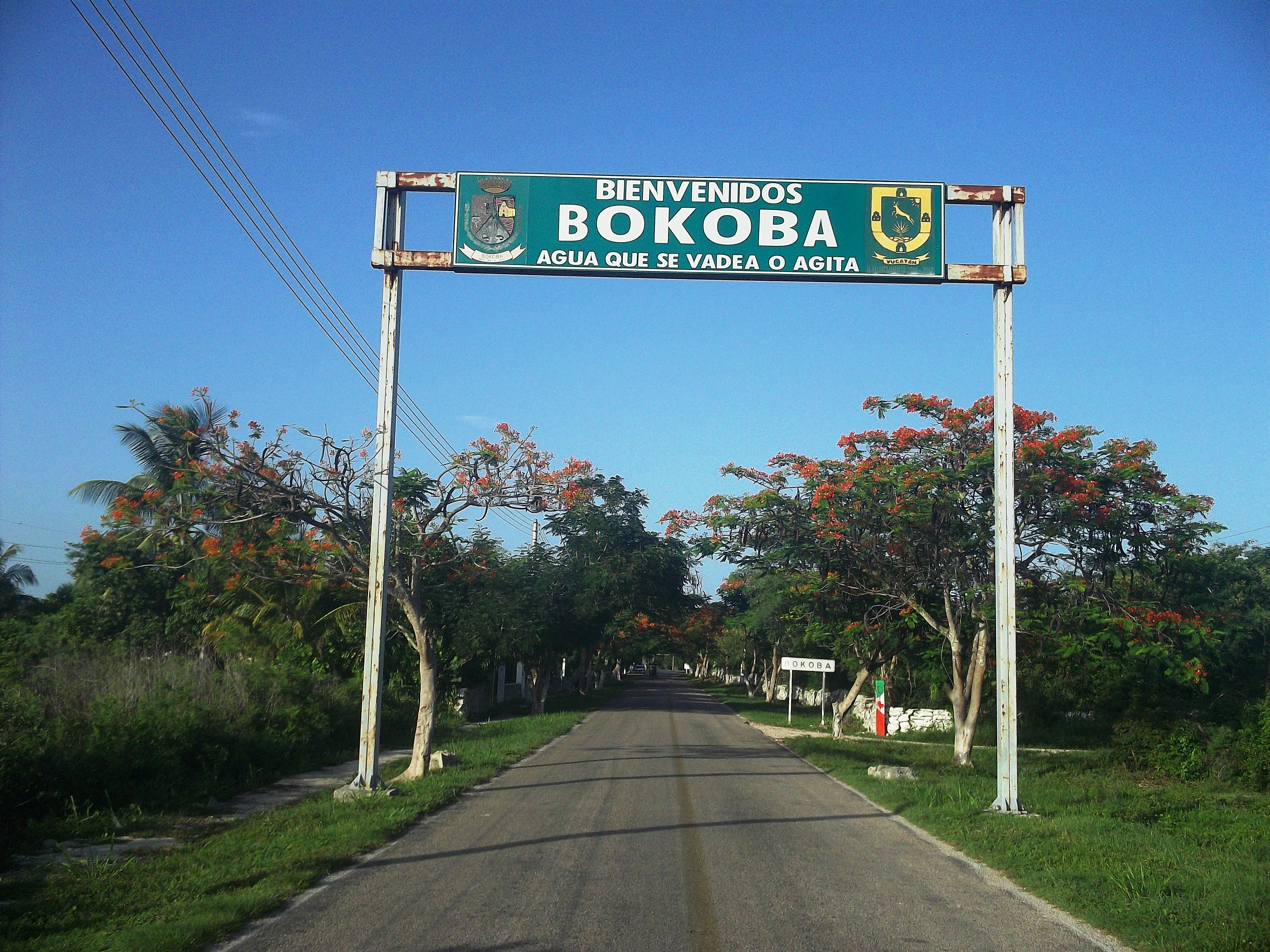
Entrada a Bokobá.
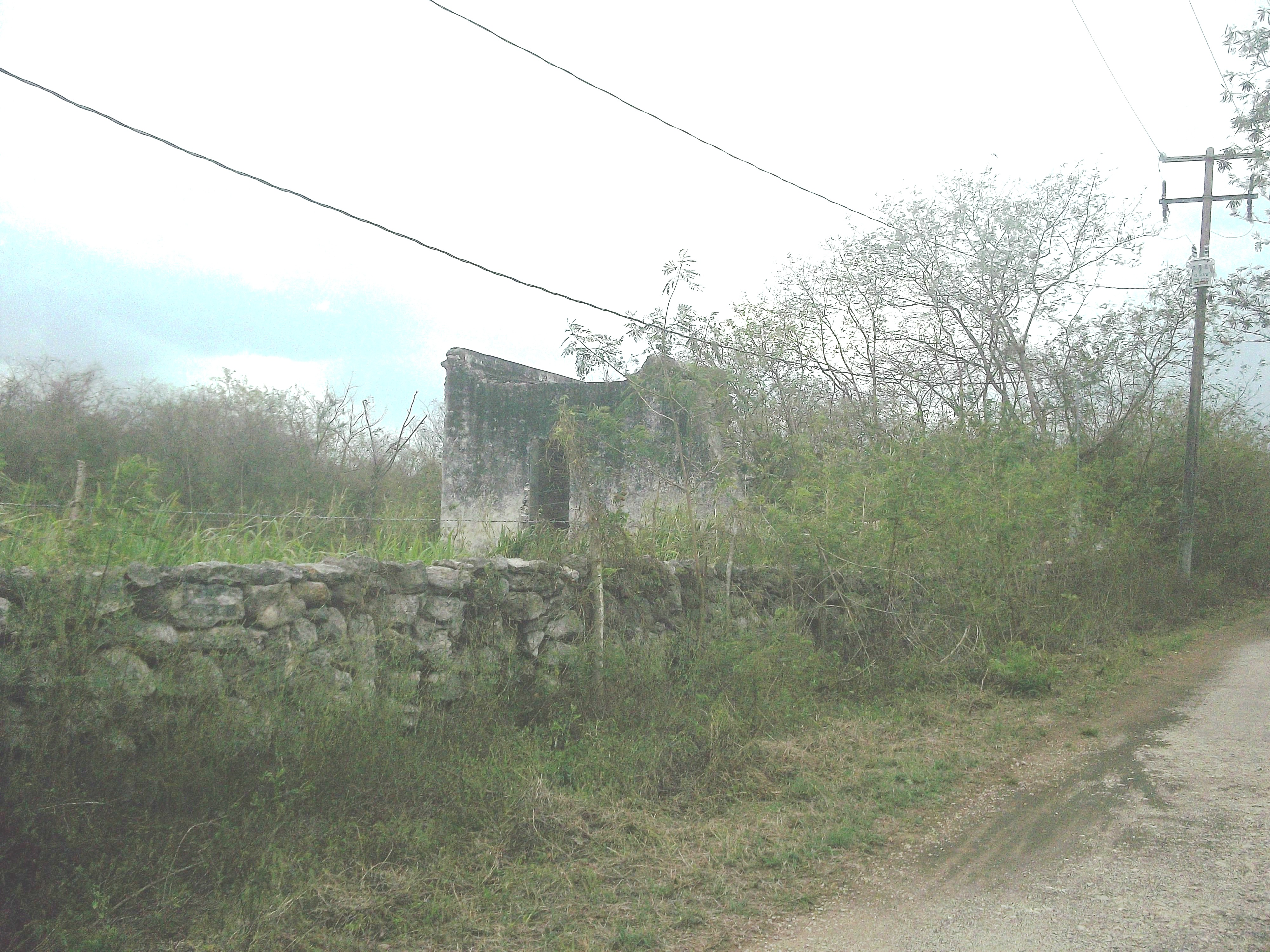
Antigua estación de ferrocarril.
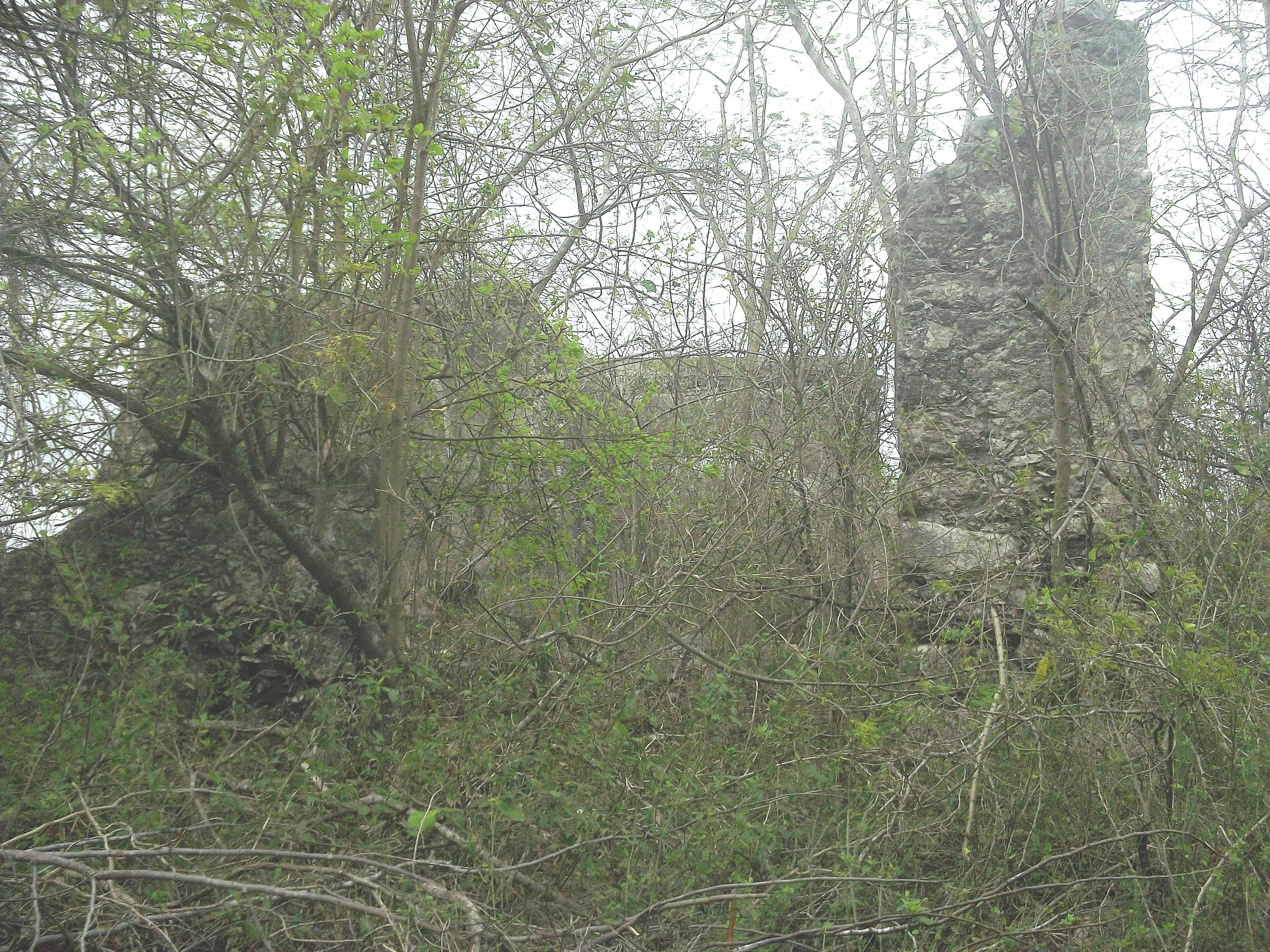
Antigua estación de ferrocarril.
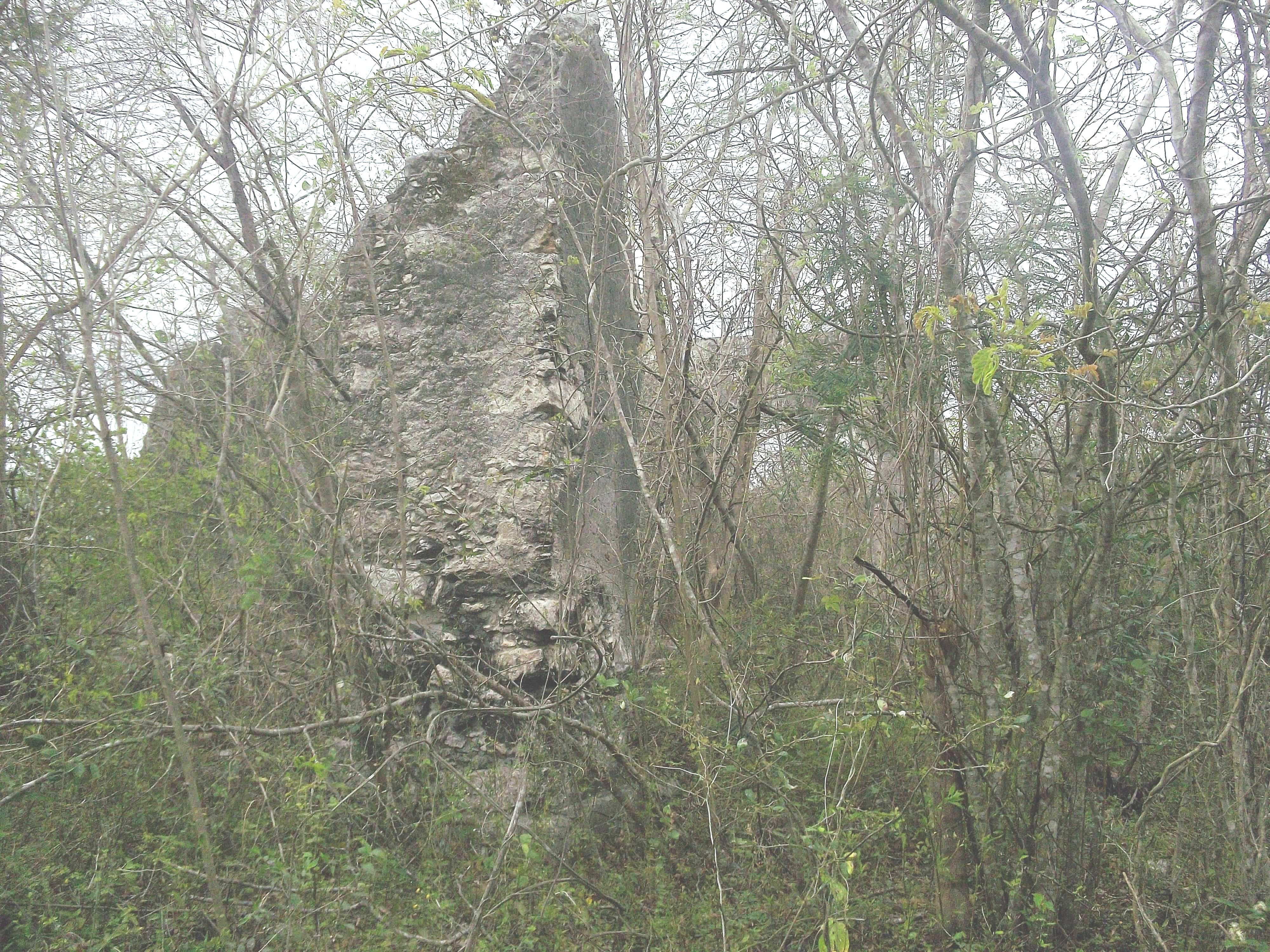
Antigua estación de ferrocarril.